# Pombia (Griekenland)
Pompia(Grieks: Πόμπια) is een dorp op het Griekse eiland Kreta, op 5 km van Moires. Pompia telt 955 inwoners.
Pompia is een dorp in de deelgemeente (dimotiki enotita) Moires van de fusiegemeente (dimos) Faistos, in de Griekse bestuurlijke regio (periferia) Kreta.